# Herb Barcina
Herb Barcina – jeden z symboli miasta Barcin i gminy Barcin w postaci herbu.

## Wygląd i symbolika
Herb przedstawia na białej tarczy czerwoną różę posiadającą sześć płatków. Częścią kompozycji jest również sześć stylizowanych zielonych listków rozchodzących się symetrycznie od wnętrza kwiatu i żółte otoki.
Herb nawiązuje do św. Wojciecha, patrona miasta, który prawdopodobnie pieczętował się herbem Poraj, który w godle miał różę.

## Historia
Róża o sześciu płatkach znajduje się na pieczęci miejskiej pochodzącej z 1577 roku. Późniejsze pieczęcie nosiły wizerunek orła. Proponowano również zmianę herbu na wizerunek przedstawiający półlwa i półorła. Herb z różą używany był co najmniej do czasów rozbiorów. Herb z wizerunkiem róży Rada Miejska ponownie zatwierdziła 27 lipca 1990.